# 14327 Lemke
14327 Lemke è un asteroide della fascia principale. Scoperto nel 1980, presenta un'orbita caratterizzata da un semiasse maggiore pari a 2,9969738 UA e da un'eccentricità di 0,1676743, inclinata di 8,67151° rispetto all'eclittica.
L'asteroide è dedicato all'astronomo tedesco Dietrich Lemke.